# دیوید وین (زاده ۱۹۶۹)
دیوید وین (انگلیسی: David Wain؛ زادهٔ ۱ اوت ۱۹۶۹) کارگردان فیلم، فیلم‌نامه‌نویس، تهیه‌کننده فیلم و بازیگر اهل ایالات متحده آمریکا است. وی از سال ۱۹۹۱ میلادی تاکنون مشغول فعالیت بوده‌است.
از فیلم‌ها یا برنامه‌های تلویزیونی که وی در آن نقش داشته‌است می‌توان به گوینده: افسانه ران برگندی، الگوها، نمایش روزانه، دختر جدید، حفظ ایمان، عشق سفر، گول خورده، آن‌ها باهم آمدند، ده، هذیان‌گو، رفتار بی‌‌فایده و احمقانه و روزهای سگی اشاره کرد.